# 弗拉基米尔·舒拉廖夫
弗拉基米尔·米哈伊洛维奇·舒拉廖夫（俄语：Владимир Михайлович Шуралёв，1935年4月3日—2020年3月2日），苏联军事领导人，国防部原副部长，大将军衔。

## 生平
1935年4月3日生于苏联弗拉基米尔州科夫罗夫一铁路工人家庭。1955年毕业于科夫罗夫铁道运输学院，同年进入蘇聯陸軍服役。1958年毕业于塔什干高等坦克指挥学校，任苏军驻德集群某坦克排排长。1959年加入苏联共产党。1965年毕业于苏联装甲兵军事学院，任基辅军区步兵营营长。1970年任团长。1971年至1973年任某摩托化步兵师参谋长。1975年毕业于苏联总参谋部军事学院。同年任波罗的海军区某装甲师师长。1977年升任第一副司令。1979年1月任喀尔巴阡军区第8装甲集团军司令。1980年7月任苏军驻德集群近卫第2装甲集团军司令。1981年10月晋升装甲兵中将。1984年3月升任苏军驻德集群第一副司令。1985年2月任白俄罗斯军区司令。1985年4月晋升上将。1989年曾任苏联国防部驻华沙条约组织武装部队总司令部代表、驻德国国防军总司令部代表。1989年2月15日晋升大将。1986年至1990年是苏共中央候补委员。1990年至1991年任国防部副部长兼总监察组总监。
1991年12月至1992年4月任沙波什尼科夫射击高级军官学校校长。1992年退休。居住在莫斯科，积极参加政治活动。是公正俄罗斯党员，曾任俄罗斯联邦武装力量总参谋部顾问。2020年3月2日在莫斯科寓所附近被汽车撞倒，不治身亡。
获列宁勋章、十月革命勋章、红星勋章、三级在苏联武装力量中为祖国服务勋章各一枚，奖章多枚。